# یواس‌اس کارپ (اس‌اس-۳۳۸)
یواس‌اس کارپ (اس‌اس-۳۳۸) (به انگلیسی: USS Carp (SS-338)) یک زیردریایی بود که طول آن ۳۱۱ فوت ۹ اینچ (۹۵٫۰۲ متر) بود. این زیردریایی در سال ۱۹۴۴ ساخته شد.